# ES-445
A ES-445 é uma rodovia de ligação localizada no município de Aracruz, na Região Norte do estado do Espírito Santo. A rodovia possui 28 km e liga o distrito de Guaraná até a Vila do Riacho.